# Schierpkebach
Der Schierpkebach ist ein über 7 km langer Bach im Landkreis Helmstedt in Niedersachsen, der im Elm in Langeleben aus einem Quellhaus entspringt und nach ungefährem Ostlauf südlich von Süpplingen von links in die Schunter mündet.

## Geographie

### Verlauf
Der Schierpkebach entspringt in einem 1705 errichteten Quellhaus, das unterhalb des Straßendamms der Richtung Schöningen führenden Landesstraße L652 liegt, und fließt durch zwei kleine, von Bäumen gesäumte Teiche, in die Gräben der in einer Waldlichtung liegenden ehemaligen Wasserburg Langeleben. In einem eingeschnittenen Tal durchzieht der Bach dann weitgehend naturbelassen den Wald des Elms, den er nach etwa 1,5 Kilometern verlässt, und tritt dann in die Ackerfluren der Gemeinde Lelm ein.
Von dort verläuft er in begradigten, regulierten und eingeschnittenen Gräben in Richtung Osten zwischen dem nördlich gelegenen Schierberg und dem südlich gelegenen Waldstück Schieren. Er nimmt zwischen Lelm und Süpplingen von links den Schambach sowie je einen weiteren linken und rechten Zufluss auf, die ebenfalls im Elm entspringen, und wird anschließend von der Bahnstrecke Braunschweig–Magdeburg überquert. Südlich des Ortskerns von Süpplingen und nördlich der ehemaligen Zuckerraffinerie in Frellstedt schneidet er bei der Süpplinger Kirche St. Bonifatius die Siedlungszeile des Ortes entlang der Breiten Straße und mündet bald danach südlich der Bundesstraße 1 vor den Ausläufern des Elz von links in die Schunter.

### Zuflüsse
- Schambach, GKZ 4828162, von links westlich der Bahnstrecke Braunschweig-Magdeburg
- Stöhbach, GKZ 4828164, von links unmittelbar vor der Bahnstrecke
- Rottebergbach, GKZ 48281652, von rechts gegenüber dem vorigen, zuletzt durch den Wald Schieren

### Name
Der Name des Baches ist aus drei Worten zusammengesetzt, wovon das angehängte Wort -bach selbsterklärend ist. Das Bestimmungswort Schier- findet man in der unmittelbaren Umgebung in den Namen Schierberg und Schieren. Das ursprüngliche Appellativum ist vermutlich -beke, das ebenfalls -bach bedeutet. Demnach hieß das Gewässer früher Schierbeke oder entsprechend den anderen ortstypischen Abwandlungen des Appellativums -beke. Dieser Name wurde im Sprachgebrauch verkürzt zu Schierbke bzw. Schierpke und nochmals um die Endung -bach ergänzt. Üblich war dies, wenn die ursprüngliche Bedeutung des Flur- oder Gewässernamens nicht mehr bekannt war. Ein solcher Fall dürfte hier vorliegen und ist ähnlich dem des geographisch nicht weit entfernten Schiebecksbachs im Unterharz.

## Gewässerqualität
Zur Umsetzung der EG-Wasserrahmenrichtlinie hat das zuständige Landesamt NLWKN den Schierpkebach in zwei etwa gleich lange Wasserkörper eingeteilt und 2009 separat bewertet: Der Oberlauf mit der Nummer 15039 und 3,6 Kilometer Länge sowie der Unterlauf mit der Nummer 15061 und 3,8 Kilometer Länge. Der Oberlauf wird bezüglich des Fließgewässertyps als „Grobmaterialreicher, karbonatischer Mittelgebirgsbach“ (Typ 7) und der weitere Verlauf als feinmaterialreicher, karbonatischer Mittelgebirgsbach vom Typ 6 klassifiziert. Der Oberlauf fällt regelmäßig trocken und führt zur Hälfte durch Waldgebiet.
Der gesamte Verlauf wird hinsichtlich der chemischen Beschaffenheit mit „gut“, der Saprobie-Index im Oberlauf mit „gut“ und im weiteren Verlauf mit „mäßig“ bewertet.
Der ökologische Gesamtzustand wird wegen erheblicher Strukturdefizite als „unbefriedigend“ bis „schlecht“ bezeichnet. Die Gewässerstrukturgüte erhält im Oberlauf noch abschnittsweise die Note „II“, jedoch im gesamten übrigen Gewässer nur Note „VI“. Grund dafür sind die überwiegend unbewachsenen Uferstreifen, Abflussveränderungen, relativ tiefe Einschnitte und die fehlende ökologische Durchgängigkeit für Flora und Fauna. In den Ackerfluren reicht der bewirtschaftete Bereich bis an die Uferkante, es erfolgt der Eintrag von Düngemitteln und Pestiziden. In der zugehörigen Gewässerkarte wird für den Oberlauf die Priorität „Erhalten, Schutz“ angegeben.

## „Elfenpfad“
Vom Freilicht- und Erlebnismuseum Ostfalen ist ein sogenannter „Elfenpfad“ im Quellgebiet und bei der ehemaligen Wasserburg angelegt worden, auf den mit einer Stelltafel hingewiesen und der in einem naturkundlichen Begleitheft beschrieben wird.